# Puente de Alfonso XIII (Sevilla)
El puente de Alfonso XIII, conocido popularmente como puente de Hierro, era un puente situado en Sevilla (Andalucía, España), y que antiguamente, unía el final de la avenida de la Raza con Tablada y los terrenos que años después se convirtieron en el Real de la Feria cruzando el río Guadalquivir a la altura de la corta de Tablada. Fue construido con motivo de la Exposición Iberoamericana de 1929.

## Descripción
Es un puente con un carril en cada sentido para vehículos y vía férrea, que aprovechaban el mismo tablero, por lo cual, se debía cortar el tráfico rodado cuando lo usaba algún tren. Tiene en el 
vano central 56 metros de longitud, en este vano, el tablero se divide en dos partes iguales basculantes, cuyos mecanismos de apertura y cierre, eran independientes en cada una de las dos partes del tablero central por medio de motores eléctricos que actuaban sobre engranajes y cremalleras, esta maquinaria, permitía el paso de buques cuando el puente estaba en su emplazamiento original.

## Historia
Fue diseñado por el ingeniero José Delgado Brackenbury, bajo patente de la empresa Scherzer Lift Bridge Co. de Chicago y construido por la empresa Maquinista Terrestre y Marítima de Barcelona. Su construcción fue necesaria debido a la realización del Canal de Alfonso XIII, que dejaba la dehesa de Tablada sin acceso por tierra. El puente fue inaugurado por el rey Alfonso XIII el 6 de abril de 1926 desde el crucero argentino ARA Buenos Aires acompañado por los tripulantes del Plus Ultra,  y se convirtió en el cuarto puente construido en Sevilla sobre el Guadalquivir tras el Puente de Triana, el puente ferroviario de Alfonso XII y la Pasadera del Agua, y en el primero móvil. En su estructura metálica se emplearon 201 toneladas de acero dulce.
En la década de los 1980, los responsables del Puerto dejaban el puente abierto por las noches. Una noche de niebla, un médico en servicio de urgencias que desconocía esto, fue a cruzar por él. Las señales luminosas no funcionaron, por lo que su vehículo se estrelló contra los contrapesos del Puente falleciendo instantáneamente. Tal caso llevó a juicio a los responsables del Puente en el Puerto.
Tras ser sustituido en 1992 por el puente de las Delicias, fue cerrado tanto al tráfico rodado como al peatonal. La amenaza de su demolición estimuló a varios colectivos ciudadanos que se alzaron en favor de su defensa y conservación como monumento histórico de la ciudad. Se constituyó así la plataforma ciudadana Planuente (plataforma para salvar nuestro puente). La labor de Planuente consiguió hacer que la estructura del puente fuera conservada y no desechada, aunque fue desmontada finalmente de su emplazamiento original en 1998, ya que, según la junta de obras de El Puerto, el puente de hierro limitaba la manga y eslora máxima, al estar colocado en oblicuo con respecto al cauce del río y al nuevo puente. Tras pasar 5 años desmontado sobre el muelle de las Delicias, frente al club náutico, custodiado por la autoridad portuaria, se volvió a montar en la margen izquierda paralelo a la avenida de La Raza, desde donde es visible con el proyecto de convertir la zona en un parque público con el puente de mirador a la zona portuaria, aunque actualmente, el puente continua en una parcela cerrada.